# Juan Antonio Suanzes Fernández
Juan Antonio Suanzes Fernández marquès de Suanzes, (Ferrol, La Corunya, 20 de maig de 1891 - Madrid, 6 de desembre de 1977) va ser General Inspector d'Enginyers Navals de l'Armada; Ministre d'Indústria i Comerç (1945-1951); Fundador i primer president de l'Institut Nacional d'Indústria; president del Patronat «Juan de la Cierva» (del Consell Superior d'Investigacions Científiques).

## Biografia

### En l'Armada Espanyola
Als dotze anys va ingressar a l'Escola Naval. Formaven part de la seva promoció Alfredo i Luis Guijarro, José Crespo i Nicolás Franco Bahamonde, germà de Francisco Franco, entre d'altres. Tres anys després va ascendir a guardamarina i va ser destinat al buc guardacostes Numancia. Posteriorment va ser assignat al cuirassat Pelayo. El 1917 es va graduar d'enginyer naval. Poc després es va casar i el 1921 va ser nomenat tinent coronel d'enginyers.
Convençut del paper estratègic de la marina, tant militar com a mercant, per a la sobirania d'Espanya, participa en l'àrdua tasca de reconstitució de la flota espanyola, promoguda en el si de la companyia La Naval, creada el 1908, i dins d'una sèrie de plans de construcció naval impulsats des del poder (1908, 1925, 1926). El 1919 el nomenen director d'una drassana de la Naval a Cartagena, passant a la factoria de Ferrol el 1926, després a les oficines centrals a Madrid, al començament de la Segona República Espanyola (1932). El 1908, el disseny dels vaixells, així com el 80% de les peces i materials eren importats. A Suanzes li preocupava una cosa : que La Naval depengués cada vegada menys de l'aportació estrangera, concretament de la companyia anglesa Vickers, amb els interessos de la qual entra en conflicte obert el 1933-1934. Per aquests anys, només el 5% de les peces dels vaixells venen de l'estranger, i La Naval entra en competència oberta amb les drassanes angleses. Un èxit de Suanzes va ser la negociació de la venda de 15 canoneres al govern mexicà el 1933. El conflicte entre La Naval i Vickers desemboca en l'evicció de Suanzes, qui es col·loca en l'empresa d'ascensors Boetticher y Navarro, fins a l'inici de la Guerra civil. Enfront de la vaga de juny de 1936, opta pel lock-out, llavors prohibit, per la qual cosa és detingut per ordre de la Direcció general de Seguretat. Des de 1927 era Gentilhome de cambra amb exercici del rei Alfons XIII.

### La Guerra Civil
El cop d'estat del 18 de juliol el sorprèn a Madrid. Després de fugir de la zona republicana, entra a la zona revoltada per Irun i ofereix els seus serveis als revoltats. El 2 de febrer de 1938 és nomenat ministre d'Indústria i Comerç en el primer govern del franquisme. Intenta organitzar la producció, reconstrucció i proveïment fins al seu cessament l'11 d'agost de 1939. El 1939 i 1940, com a enginyer naval, organitza el rescat de gran part de la flota militar espanyola.

### Els anys de l'autarquia
El 1941 és nomenat director de l'Institut Nacional d'Indústria, (INI), romanent en aquest càrrec fins a 1961. La seva preocupació va ser la sobirania econòmica d'Espanya. El principi del INI és fomentar la indústria en sectors no desenvolupats per la iniciativa privada o de caràcter estratègic. Per compensar la falta de petroli, promou un projecte de destil·lació de pissarres líquides, però aquest no es concreta fins a 1950. S'encarrega de desenvolupar la marina mercant, la producció d'alumini, d'energia elèctrica i de carbó, d'automòbils. Seguint el seu rumb de sobirania econòmica, es preocupa per rescatar el sector de telecomunicacions de les urpes de la companyia nord-americana ITT, a la qual el 1924 va ser concedida el monopoli de telèfons. Encara que anterior a la creació de l'INI, també és artífex de la creació de la companyia aèria Iberia (1940). cal assenyalar que llavors, la part del capital estranger en les empreses del INI no podia superar el 24%.
Des del seu lloc de president, Suanzes va encarregar Vilfred Ricart la creació d'ENASA, bressol de la marca de camions i automòbils Pegaso. De l'INI també van sorgir SEAT, ENDESA, ENSIDESA i (ENCASO, origen de l'actual Repsol), entre moltes altres. El 1945 Franco el nomena de nou ministre d'Indústria, càrrec que conserva fins a la remodelació governamental de 1951. El 1963 trenca amb Franco, retirant-se a poc a poc de la vida pública.
Va ser membre de l'Associació d'Enginyers i Arquitectes Navals de Nova York, de la Institució d'Arquitectes Navals de Londres i de l'Associació de Tècnica Naval i Aeronàutica de París. Va rebre la Medalla d'Or al Mèrit en el Treball i la Gran Creu d'Alfons X el Savi.

### El cas de la Barcelona Traction
Riegos y Fuerza del Ebro era una empresa de producció elèctrica establerta a Barcelona el 1911. Des de 1931 la companyia havia tingut un conflicte amb l’administració espanyola per obtenir les divises per poder pagar els rendiments d’accions i obligacions en mans de la Barcelona Traction, Light and Power, empresa amb seu a Canadà. Passada la guerra civil, aquest conflicte continuà, aquesta vegada amb la conducta fortament bel·ligerant del ministre Suanzes contrària als interessos de la companyia. El conflicte es feu més compleix amb l’aparició a l'octubre de 1939 de Joan March i Ordinas, el qual ideà un pla per fer-se amb l’empresa, fet que assolí el 1952 contant amb el suport de les polítiques espanyolitzadores de Suanzes i de la corrupció judicial espanyola. Al cap dels anys, la impressió que quedà fou que Suanzes va ésser un instrument més al servei de Joan March, fet del qual Suanzes en fou conscient anys més tard i que li produí una intensa amargura.